# نيكولاي بتروف (لاعب كرة قدم)
نيكولاي بتروف (بالبلغارية: Николай Петров)‏ (30 سبتمبر 1988 في بلغاريا - ) هو لاعب كرة قدم بلغاري في مركز الوسط. شارك مع منتخب بلغاريا تحت 21 سنة لكرة القدم. أما مع النوادي، فقد لعب مع سلافيا صوفيا وليفسكي صوفيا ونادي دوبرودزا دوبريتش ونادي سبارتاك فارنا ونادي فيريا وFC Dunav Ruse ‏ وPFC Svetkavitsa Targovishte ‏ وإتار 1924 فيليكو ترنوفو ‏ وFC Kaliakra Kavarna ‏ وSFC Etar Veliko Tarnovo ‏ ونادي تسارسكو سيلو صوفيا وFC Lokomotiv Gorna Oryahovitsa ‏.

## وصلات خارجية
- نيكولاي بتروف على موقع قاعدة بيانات كرة القدم.إي يو (الإنجليزية)
- نيكولاي بتروف على موقع Soccerway.com (الإنجليزية)